# Кошелёвский сельсовет (Гомельская область)
Кошелёвский сельсовет (белор. Кашалёўскi сельсавет) — административная единица на территории Буда-Кошелёвского района Гомельской области Белоруссии. Административный центр — деревня Кошелёво.

## История
Образован 20 августа 1924 года в составе Буда-Кошелёвского района Бобруйского округа БССР. Центр — деревня Кошелев. С 27 октября 1927 года в составе Гомельского округа. После упразднения окружной системы 26 июля 1930 года в Буда-Кошелёвском районе БССР. С 20 февраля 1938 года в составе Гомельской области.

## Население
По состоянию на 2021 год — численность населения 1490 человек, домохозяйств 713.

## Состав
Кошелёвский сельсовет включает 18 населённых пунктов:
- Боровое Лядо — посёлок
- Брилёв — деревня
- Великий Мох — посёлок
- Городище — посёлок
- Заречье — деревня
- Кострище — деревня
- Кошелёво — деревня
- Кулешовка — деревня
- Кулешово — посёлок
- Любица — посёлок
- Озеро-Пойма — посёлок
- Польпин — деревня
- Рудня Викторинская — деревня
- Рудня Кошелёвская — деревня
- Селец — деревня
- Староселье — деревня
- Чирвоный Городок — посёлок
- Шарибовка — деревня